# María Pía Fernández
María Pía Fernández (Trinidad, 1 de abril de 1995), es una deportista, estudiante y atleta uruguaya. 
Hija de Ana Doris Moreira y Gabino Fernández. Es una atleta mediofondista en 1500 y 3000 m; estudiante de fisioterapia y atleta becada e integrante del Ejército uruguayo, con el rango de soldado.
Ganó la medalla de bronce en los 1.500 metros del Iberoamericano de Río de Janeiro 2016. Bajó su marca personal siete segundos y logró un nuevo récord nacional con 4’12”61.
Fue la sexta medalla para Uruguay en el campeonato.